# Liste der Kunstwerke im öffentlichen Raum in Graz/Waltendorf
Diese Liste der Kunstwerke im öffentlichen Raum in Graz/Waltendorf enthält die auf „OFFSITE_GRAZ“ (Oeffentliche Kunst seit fuenfundvierzig) gelisteten permanenten Kunstwerke im öffentlichen Raum (Public Art) im Grazer Stadtbezirk Waltendorf. OFFSITE_GRAZ wurde im Auftrag der Stadt Graz, in Koordination mit dem Kulturamt, entwickelt und umfasst einen Zeitraum bis 2011.

## Profane Kunstwerke
| Foto |                 | Name                             | Typ | Standort                                                                    | Künstler             | Datierung | Beschreibung | Metadaten            |
| ---- | --------------- | -------------------------------- | --- | --------------------------------------------------------------------------- | -------------------- | --------- | ------------ | -------------------- |
| BW   | Datei hochladen | o.T. ID: 1020                    |     | Privatklinik Graz Ragnitz, Berthold-Linder-Weg 15 Standort                  | Sabina Hörtner       | 2000      |              | Standort: Waltendorf |
| BW   | Datei hochladen | Künstlerische Gestaltung ID: 943 |     | Privatklinik Graz Ragnitz, Meditationsraum, Berthold-Linder-Weg 15 Standort | Manfred Fuchsbichler | 2001/2002 |              | Standort: Waltendorf |
| ja   | Datei hochladen | Vogelfänger ID: 1065             |     | Waltendorfer Hauptstraße 86 Standort                                        | Alfred Kirchner      | 1961      |              | Standort: Waltendorf |

## Sakrale Kunstwerke
| Foto |                 | Name | Typ | Standort                                                                       | Künstler           | Datierung | Beschreibung | Metadaten            |
| ---- | --------------- | --- | --- | ------------------------------------------------------------------------------ | ------------------ | --------- | ------------ | -------------------- |
| BW   | Datei hochladen | Altarkruzifix, Ewiglichttaube, Tabernakel ID: 1139 HERIS-ID: 51403 Objekt-ID: 57046                           |     | Rupertikirche in Hohenrain, Rupertistraße 121 Standort                         | Ulf Mayer          | 1961      |              | Standort: Waltendorf |
| ja   | Datei hochladen | Hl. Rupert ID: 1240 HERIS-ID: 51403 Objekt-ID: 57046                                                          |     | Rupertikirche in Hohenrain, Rupertistraße 121 Standort                         | Adolf A. Osterider | 1973      |              | Standort: Waltendorf |
| ja   | Datei hochladen | Hl. Rupert, Hahn, Hl. Rupert fährt als Menschenfischer nach Juvavum ID: 1411 HERIS-ID: 51403 Objekt-ID: 57046 |     | Rupertikirche in Hohenrain, Langhaus, Empore, Chor, Rupertistraße 121 Standort | Rudolf Szyszkowitz | 1960      |              | Standort: Waltendorf |
| BW   | Datei hochladen | Geburt Christi ID: 865 HERIS-ID: 51409 Objekt-ID: 57052                                                       |     | St. Paul in der Eisteichsiedlung, Dr.-Robert-Graf-Straße 40a Standort          | Werner Augustiner  | 1948      |              | Standort: Waltendorf |
| BW   | Datei hochladen | Portal ID: 1041 HERIS-ID: 51409 Objekt-ID: 57052                                                              |     | St. Paul in der Eisteichsiedlung, Dr.-Robert-Graf-Straße 40a Standort          | Erwin Huber        | 1987      |              | Standort: Waltendorf |
| BW   | Datei hochladen | Altar, Ambo ID: 1042 HERIS-ID: 51409 Objekt-ID: 57052                                                         |     | St. Paul in der Eisteichsiedlung, Dr.-Robert-Graf-Straße 40a Standort          | Erwin Huber        | 1992      |              | Standort: Waltendorf |
| BW   | Datei hochladen | Lamm Gottes ID: 1371 HERIS-ID: 51409 Objekt-ID: 57052                                                         |     | St. Paul in der Eisteichsiedlung, Dr.-Robert-Graf-Straße 40a Standort          | Alexander Silveri  |           |              | Standort: Waltendorf |

## Quelle
- OFFSITE_GRAZ. Oeffentliche Kunst seit fuenfundvierzig. Abgerufen am 11. März 2018.